# ニース空軍基地
座標: 北緯43度46分24秒 東経7度25分21秒 / 北緯43.773325度 東経7.422402度
ニース第943空軍基地「オーベール大尉」（フランス語：Base aérienne 943 Nice、Capitaine Auber）は、フランス共和国プロヴァンス＝アルプ＝コート・ダジュール地域圏アルプ＝マリティーム県ニースに所在するフランス空軍の基地。
基地機能は大きく二つに分かれており、アジェル山の山頂のレーダー基地、ロクブリュヌ＝カップ＝マルタンとガルダンヌにある基地に分散されている。アジェル山の基地はアルプス山脈に連なる山系の一つの上にあり、南部フランス空域を覆う監視レーダー網の中核をなしている。第05.943探知管制センター（CDC）が置かれ、類似した機能を持つ空軍基地は北東フランスにあるドラシャンブロン基地がある。ガルダンヌの基地は管理機能と防空壕に特化しており、同一敷地内の兵舎にはアルペン猟兵が駐屯している。
ニース基地はフランス南東部空域の全航空機の識別と同空域における軍事交通管制に責任を負っている。基地はグラマン E-2早期警戒機やボーイング E-3早期警戒管制機と相互連携する能力を持つ。基地には23センチの研究用二次元探知レーダーと三次元レーダー「パルミエ（Palmier）」を備えている。集められたデータはVISU IVシステムによって集積されている。